# 会宁县
会宁县是中华人民共和国甘肃省白银市下属的一个县。
会宁因其穷苦，教育以及1936年10月22日红军在此会师而出名，有“西北状元县”“中国小杂粮之乡”“博士之乡”之美誉。因其生存环境极其恶劣，素有“不适合人类生存之地”之称，党和国家领导人重视当地发展状况。

## 行政区划
会宁县下辖24个镇、3个乡、1个民族乡：
会师镇、郭城驿镇、河畔镇、头寨子镇、太平店镇、甘沟驿镇、侯家川镇、柴家门镇、汉家岔镇、刘家寨子镇、白草塬镇、大沟镇、四房吴镇、中川镇、老君坡镇、平头川镇、丁家沟镇、杨崖集镇、翟家所镇、韩家集镇、土门岘镇、新塬镇、草滩镇、新庄镇、新添堡回族乡、党家岘乡、八里湾乡和土高山乡。

## 交通
- 青兰高速、 312国道过境。

## 名人
- 秦望澜：光緒年間進士，清末民初政治人物。